# Raymonde Naigre
Raymonde Naigre, później Nebot (ur. 23 stycznia 1960 w Les Abymes) – francuska lekkoatletka, sprinterka, mistrzyni igrzysk śródziemnomorskich, dwukrotna olimpijka.

## Życiorys
Odpadła w półfinale biegu na 100 metrów na mistrzostwach Europy juniorów w 1977 w Doniecku, a sztafeta 4 × 100 metrów z jej udziałem została zdyskwalifikowana w finale. Na mistrzostwach Europy w 1978 w Pradze odpadła w półfinale biegu na 200  metrów, a sztafeta 4 × 100 metrów z Naigre w składzie nie ukończyła biegu finałowego. Naigre zajęła 5. miejsce w sztafecie 4 × 100 metrów i odpadła w półfinale biegu na 200 metrów na igrzyskach olimpijskich w 1980 w Moskwie.
Zwyciężyła w biegu na 400 metrów i zdobyła srebrny medal w sztafecie 4 × 400 metrów (w składzie: Liliane Gaschet, Viviane Couédriau, Naigre i Nathalie Thoumas) na igrzyskach śródziemnomorskich w 1983 w Casablance. Zajęła 4. miejsce w sztafecie 4 × 100 metrów i odpadła w ćwierćfinale biegu na 200 metrów na igrzyskach olimpijskich w 1984 w Los Angeles.
Była mistrzynią Francji w biegu na 400 metrów w 1983 i 1984, wicemistrzynią w biegu na 100 metrów w 1981 oraz w biegu na 200 metrów w 1980, 1982 i 1984, a także brązową medalistką w biegu na 200 metrów w 1978 i w biegu na 400 metrów w 1985. Była również halową mistrzynią Francji w biegu na 400 metrów w 1985.
Trzykrotnie poprawiała rekord Francji w sztafecie 4 × 100 metrów do czasu 42,84 s, uzyskanego 1 sierpnia 1980 w Moskwie.

## Rekordy życiowe
Rekordy życiowe Naigre:
- bieg na 100 metrów – 11,38 s (4 sierpnia 1979, Sofia)
- bieg na 200 metrów – 22,97 s (22 czerwca 1980, Thonon-les-Bains)
- bieg na 400 metrów – 52,61 s (30 czerwca 1984, Villeneuve-d’Ascq)